# Rupert (Idaho)
Rupert è una città degli Stati Uniti d'America, situata nello Stato dell'Idaho, nella Contea di Minidoka, della quale è anche il capoluogo.